# Казуо Саито
Казуо Саито (јап. 斉藤 和夫; Саитама, 27. јул 1951) бивши је јапански фудбалер.

## Каријера
Током каријере је играо за Мицубиши.

## Репрезентација
За репрезентацију Јапана дебитовао је 1976. године. За тај тим је одиграо 32 утакмице.

## Статистика
| Јапан  | Јапан   | Јапан  |
| Година | Наступи | Голови |
| ------ | ------- | ------ |
| 1976.  | 14      | 0      |
| 1977.  | 5       | 0      |
| 1978.  | 9       | 0      |
| 1979.  | 0       | 0      |
| 1980.  | 0       | 0      |
| 1981.  | 0       | 0      |
| 1982.  | 0       | 0      |
| 1983.  | 0       | 0      |
| 1984.  | 4       | 0      |
| Укупно | 32      | 0      |